# Heinz-Wilhelm Dehne
Heinz-Wilhelm Dehne (* 3. August 1950 in Ahnsen; † 23. Mai 2019) war ein deutscher Agrarwissenschaftler und Phytomediziner an der Rheinischen Friedrich-Wilhelms-Universität Bonn.
Sein botanisch-mykologisches Autorenkürzel lautet „Dehne“.

## Leben und Wirken
Dehne studierte von 1970 bis 1974 an der Rheinischen Friedrich-Wilhelms-Universität Bonn Agrarwissenschaften. Hier promovierte er auch 1977 mit der Arbeit Untersuchungen über den Einfluss der endotrophen Mykorrhiza auf die Fusarium-Welke an Tomate und Gurke. 
Ab 1975 war Heinz-Wilhelm Dehne als wissenschaftlicher Mitarbeiter und Assistent an der Fakultät für Gartenbau der Universität Hannover tätig, wo er 1987 seine wissenschaftlichen Arbeiten in der Habilitationsschrift Zur Bedeutung der vesikulär-arbuskulären (VA) Mykorrhiza für die Pflanzengesundheit zusammenfasste und die Venia Legendi für das Fach Phytomedizin erhielt. Anschließend wechselte Heinz-Wilhelm Dehne zur Bayer AG nach Monheim, wo er im Bereich Forschung und Entwicklung von Fungiziden bis zum Frühjahr 1994 tätig war.
Im April 1994 kehrte Dehne an die Universität Bonn zurück, wo er in der Landwirtschaftlichen Fakultät die Leitung der Abteilung Pflanzenkrankheiten übernahm. Seine Professur hatte Heinz-Wilhelm Dehne bis zu seiner Pensionierung im Februar 2016 inne.
Seit 2010 litt Heinz-Wilhelm Dehne zunehmend unter gesundheitlichen Problemen, ging Ende Februar 2016 in den Ruhestand und verstarb am 23. Mai 2019.

## Hauptforschungsgebiete
Als wissenschaftlicher Assistent an der Universität Hannover beschäftigte sich Heinz-Wilhelm Dehne mit der vesikulär-arbuskulären Mykorrhiza, deren Auswirkungen auf Wachstum und Gesundheit von Pflanzen und mit Nutzungsmöglichkeiten der VAM-Pilze für den praktischen Pflanzenschutz, insbesondere in gartenbaulichen Kulturen. Daneben rückte auch das Konzept der Induzierten Resistenz als Pflanzenschutzverfahren in den Fokus seiner Arbeiten, wobei für ihn immer die Aspekte der Verwendung für den praktischen Pflanzenschutz im Vordergrund standen.
Seine Forschungsschwerpunkte an der Universität Bonn reichten vom Einfluss von Umweltfaktoren auf die Widerstandsfähigkeit von Nutzpflanzen gegenüber Krankheiten an Spross und Wurzel über Strategien zur Vermeidung der Kontamination von Lebens- und Futtermitteln mit Mykotoxinen und die Wirkungsweise von synthetischen und biologischen Pflanzenschutzmitteln bis hin zum Auftreten von invasiven Schaderregern und deren nachhaltiger Bekämpfung. 
Heinz-Wilhelm Dehne engagierte sich in verschiedensten Gremien der universitären Selbstverwaltung, u. a. in der Studienkommission Agrarwissenschaften sowie im Lehr- und Forschungsschwerpunkt „Umweltverträgliche und Standortgerechte Landwirtschaft“. Ein großes Anliegen war ihm der wissenschaftliche Nachwuchs – sowohl in seiner Arbeitsgruppe als auch in der Landwirtschaftlichen Fakultät und in der Deutschen Phytomedizinischen Gesellschaft. Er hat mehr als 50 Doktorandinnen und Doktoranden zur Promotion geführt und vier Kandidatinnen bzw. Kandidaten zur Habilitation begleitet. Seine wissenschaftlichen Leistungen dokumentieren sich in mehr als 90 Publikationen in wissenschaftlichen Zeitschriften sowie zahlreichen Buch- und Tagungsbeiträgen und Artikeln für pflanzenbauliche Fachmagazine. Er war auch an der Konzeptionierung und Erstellung der aktuellen Auflage des Lehrbuchs für Phytomedizin beteiligt.

## Mitgliedschaften
Dehne war jahrelang Mitglied der Senatskommission der Deutschen Forschungsgemeinschaft für Stoffe und Ressourcen in der Landwirtschaft sowie Mitglied der Auswahlkommission der Alexander-von-Humboldt-Stiftung sowie Gutachter für nationale und internationale Forschungsträger. 
Heinz-Wilhelm Dehne engagierte sich für das Fachgebiet Phytomedizin und Pflanzenschutz in nationalen und internationalen Organisationen, so war er Mitglied u. a. der Deutschen Landwirtschaftsgesellschaft, der Deutschen Phytomedizinischen Gesellschaft (DPG) und der American Phytopathological Society. In der DPG gehörte er 9 Jahre dem Vorstand an und war von 1996 bis 1999 erster Vorsitzender der Gesellschaft. Für die Jahre 1996 bis 1998 wurde er zum Präsidenten der European Foundation for Plant Pathology gewählt und organisierte das 4. Symposium der EFPP im September 1996 in Bonn. Mitte der 1990er Jahre übernahm er die Organisation des Reinhardsbrunn-Symposiums „Modern Fungicides and Antifungal Compounds“ und gestaltete die Veranstaltung bis 2013. Er war darüber hinaus lange Jahre Mitglied des Organisations- und Programmkomitees der Deutschen Pflanzenschutztagung.

## Ehrungen
Seine wissenschaftlichen Leistungen wurden durch verschiedene wissenschaftliche Auszeichnungen gewürdigt, u. a. 1998 mit dem Julius-Kühn-Preis der Deutschen Phytomedizinischen Gesellschaft und 2014 in Anerkennung seiner hervorragenden Verdienste um den Pflanzenschutz mit der Otto-Appel-Denkmünze.